# 封閉國家
封閉國家，意思是一些對外封鎖的國家。因此在那些國家內，人民基本上完全不能接收國外的資訊和消息；而國外也不輕易打聽那些國家的消息。在過往歷史中，這些國家的人民都被灌輸要永遠忠於該國，並捨命地為該國效力。現時只有北韓一國是完全地維持在對外封鎖狀態，因為北韓由1948年獨立到目前為止仍然未曾開啟自由行旅遊，幾乎所有北韓人（包括核心階層的富裕人士）一生人是沒有可能到任何一個外國國家旅遊（包括鄰國相對友好的中國和俄羅斯），且北韓人由出生到死亡期間一直都要對北韓金氏家族領導人持絕對忠誠態度，若稍有不忠誠態度出現是極為危險事情，犯人全家所有成員甚至親屬不分年齡大小會被連坐並會送往集中營勞改數年或終身勞改甚至即時處決；而其他封閉國家目前已開啟了自由行旅遊且其他封閉國家的國民有出國旅遊的權利，兼且其他封閉國家政府也沒有北韓政府般完全操控所有國民思想的舉動出現。
其他較著名的封閉式國家尚有土庫曼、伊朗、土庫曼、厄利垂亞、阿富汗、敘利亞、葉門、利比亞、蘇丹、南蘇丹、赤道幾內亞、索馬利亞、烏茲別克、沙烏地阿拉伯、巴林、塔吉克、中非共和國、亞塞拜然、白俄羅斯、衣索比亞、寮国、古巴、不丹、緬甸、柬埔寨、東帝汶、巴布亞新幾內亞、吐瓦魯、伊拉克、馬里、布吉納法索、塞拉利昂、多哥、剛果民主共和國、烏干達、布隆迪、海地、洪都拉斯、薩爾瓦多、中國等國家。
其中比較特別的是中國，其屬於半開放半封閉國家，因為國家內部有屬於自己的網路連線（因有防火牆城維穩工具國民不能收看youtube、facebook等社交媒體），相對較不容易接收西方國家的客觀資訊。但中國人民的資訊來源及生活品質相比完全封閉的北韓來說也有一定水平，且有不少歐洲和美國的餐飲和服裝等企業（如肯德基、星巴克、NIKE）在中國開設市場。 
過去歷史上蘇聯也是一種封閉式國家，但在蘇聯解體後就不存在了，中華人民共和國、朝鮮現在也有保留蘇聯那種封閉國家的制度，且仍有者蘇聯的精神。 